# Gheorghe Man
Gheorghe Man (ur. 20 marca 1914) – rumuński szermierz, uczestnik igrzysk olimpijskich.
Man reprezentował Rumunię na Letnich Igrzyskach Olimpijskich 1936 odbywających się w Berlinie. Brał udział w rywalizacji drużynowej szablistów razem z Nicolae Marinescu, Camilem Szatmary i Denisem Dolecsko. Rumunii opadli po fazie grupowej po porażkach z reprezentacjami Niemiec i Urugwaju. 